# Cipanas (Tanjungkerta)
Cipanas is een bestuurslaag in het regentschap Sumedang van de provincie West-Java, Indonesië. Cipanas telt 4250 inwoners (volkstelling 2010).